# Sickenhofen
Sickenhofen ist nach Hergershausen und Langstadt der nach Einwohnerzahl drittgrößte der fünf Stadtteile von Babenhausen im südhessischen Landkreis Darmstadt-Dieburg.

## Geographie
Der Ort liegt 127 m ü. NHN, 8 km nordöstlich von Dieburg an dem Flüsschen Gersprenz in der Region Starkenburg vor den ersten Ausläufern des nördlichen Odenwaldes. Im Südosten des Ortes liegt der Sickenhöfer See (die Umbenennung erfolgte anlässlich der Eingemeindung nach Babenhausen im Jahre 1977), der dem Kiesabbau dient. Zwischen dem Ort und dem See verlaufen die Bundesstraße 26 und die Rhein-Main-Bahn in ihrem Abschnitt von Darmstadt Hauptbahnhof nach Aschaffenburg Hauptbahnhof, allerdings ohne einen Haltepunkt in Sickenhofen.
Der Stadtteil Sickenhofen besteht aus der Gemarkung Sickenhofen.

## Geschichte

### Ur- und Frühgeschichte
In der Sickenhöfer Gemarkung wurden in den Jahren 1967 und 1968 Rippenknochen, Backenzähne und Stoßzähne eines Wollhaarmammut (Mammuthus primigenius) gefunden. Die Mammute starben am Ende der letzten Eiszeit aus; d. h., die Funde sind somit mindestens 12.000 Jahre alt. Außerdem entdeckte man Knochen von Rothirsch, Wollhaarnashorn, Pferde sowie einen Schienbeinknochen eines Bisons (Bison priscus, gilt seit etwa 12.000 Jahren als ausgestorben) und einen Oberschenkelknochen eines Höhlenbären (Ursus spelaeus, gilt seit etwa 25.000 Jahren als ausgestorben). Leider sind die näheren Fundzusammenhänge nicht bekannt, d. h., es ist unklar, ob die Funde aus der gleichen Epoche stammen. Auf Grund der Vielzahl der Funde könnte es sich bei der Fundstelle um einen beliebten Sammel- und Jagdplatz gehandelt haben.
Im Jahr 1982 wurden weitere Knochenfunde in Form von Pferd, Schwein, Hirsch und von einem Caniden (Hund oder Wolf) gemacht. Die Pferdeknochen wiesen Bissspuren des Caniden auf. Außerdem wurde festgestellt, dass es sich bei den Pferdeknochen eindeutig um menschliche Nahrungsrückstände mit Bearbeitungsspuren handelte. Die Funde konnten angesichts widriger Umstände nicht genauer datiert werden. Sie stammen mit größter Wahrscheinlichkeit aus der Mittelsteinzeit bis Jungsteinzeit (Zeitraum im Rhein-Main-Gebiet etwa 8.000 bis 1.900 v. Chr.) und stellen somit einen der ältesten Nachweise menschlicher Anwesenheit in Babenhausen und Umgebung dar.
Zahlreich vertreten sind Funde aus der Urnenfelderkultur (Zeitraum etwa 1.300 – 800 v. Chr.). Der markanteste Fund wurde 1969 in Form einer Tonscheibe gemacht. Das kleine Scheibenrad mit einem Durchmesser von 7,8 cm und einer Nabe aus braunem Ton gehörte vermutlich zu einem kleinen Wagen aus Ton oder Holz. Es könnte aber auch ein Spinnwirbel oder Gewicht zur Beschwerung eines Fischernetzes (Netzsenker) gewesen sein.
Es ist davon auszugehen, dass eine Besiedlung der Sickenhöfer Gemarkung in den folgenden Epochen, wie der Hallstattzeit, der Latènezeit, der Römerzeit sowie der Zeit der Völkerwanderung zumindest periodisch stattfand, obgleich explizit diesen Epochen zuzurechnende Funde aus Sickenhofen nicht bekannt sind. Nachweisbar sind allerdings Altstraßen, die die Gemarkung durchliefen, wie z. B. der Rennweg oder aus römischer Zeit stammende Straßen, die Dieburg und das römische Kastell in Stockstadt am Main verbanden.

### Mittelalter
Die älteste erhaltene Erwähnung des Dorfes stammt aus dem 10. Jahrhundert. In einer Evangelienhandschrift der Abtei Seligenstadt, die um 830 in Lorsch entstand, wurde gegen Ende des 10. Jahrhunderts ein Zinsregister nachgetragen, in dem Sickenhofen erwähnt wird. Der handschriftliche Eintrag lautet: "de Sicgenhouon Liuthart 2 d". Dies bedeutet: der in Sickenhofen ansässige Liuthart muss eine Abgabe von zwei Denaren (Pfennigen) zahlen. Damals hatte die Abtei Seligenstadt Besitz im Dorf. Das Dorf hatte Anteil an der Mark Babenhausen, war Bestandteil des Amtes Babenhausen und gehörte zum Land- und Zentgericht Altdorf.
In historischen Dokumenten späterer Jahre ist der Ort unter folgenden Ortsnamen belegt (in Klammern das Jahr der Erwähnung): Cicgenhouon (11. Jh.); Siggenhoven (1246); Sickinhoven (1297); Syckinhouen (1340); Sickenhobin (1346); Syckenhofen (1371); Sickenhoffen (1427); Sickenhoeffen (1431) und Sickhofen (1527).
Ursprünglich befand sich das Amt Babenhausen mit dem Dorf Sickenhofen wohl im Besitz der Familie Hagen-Münzenberg. Adelheid von Münzenberg, Tochter Ulrichs I. von Münzenberg, heiratete noch vor 1245 (das genaue Jahr ist nicht überliefert) Reinhard I. von Hanau. Als Heiratsgut brachte sie unter anderem das Amt Babenhausen mit, das seitdem zu Hanau gehörte, und mit ihm Sickenhofen. Bei der Teilung der Grafschaft Hanau 1458 fiel der Ort zusammen mit dem Amt Babenhausen an die Grafschaft Hanau-Lichtenberg.
Das für die Geschichte Sickenhofens bedeutende Geschlecht der Herren von Groschlag aus Dieburg tritt in Sickenhofen erstmals 1291 in Erscheinung. 1340 wird ein groschlagischer Schultheiß erwähnt, was bedeutet, dass die Groschlage spätestens in diesem Jahr den Ort als Lehen von den Herren und Grafen von Hanau erhielten. 1438 verpfändete Heinrich Groschlag u. a. die Dörfer Sickenhofen und Hergershausen an den Grafen von Katzenelnbogen. Die Groschlage entbanden die Einwohner und alle Amtsträger von ihren Pflichten und befahlen ihnen, den Grafen zu huldigen und gehorsam zu sein. Die Katzenelnbogener bzw. deren Rechtsnachfolger, die Landgrafen von Hessen, haben die Lehenshoheit einige Zeit ausgeübt. Spätestens 1467 gelangten Sickenhofen und Hergershausen wieder als Lehen an die Groschlage zurück.

### Frühe Neuzeit
Nach dem Tod des letzten Hanauer Grafen, Johann Reinhard III., 1736, erbte Landgraf Friedrich I. von Hessen-Kassel aufgrund eines Erbvertrages aus dem Jahr 1643 die Grafschaft Hanau-Münzenberg. Aufgrund der Intestaterbfolge fiel die Grafschaft Hanau-Lichtenberg jedoch an den Sohn der einzigen Tochter von Johann Reinhard III., Landgraf Ludwig IX. von Hessen-Darmstadt. Umstritten zwischen den beiden Erben war die Zugehörigkeit des Amtes Babenhausen und seiner Dörfer zu Hanau-Münzenberg oder zu Hanau-Lichtenberg. Es kam darüber fast zu einer kriegerischen Auseinandersetzung der beiden Hessen. Die Auseinandersetzung konnte erst nach einem langjährigen Rechtsstreit vor den höchsten Reichsgerichten 1771 mit einem Vergleich beendet werden, dem so genannten Partifikationsrezess. Bis zum Aussterben der Groschlage (Aperturfall) sollte die Landeshoheit über Sickenhofen und Hergershausen von beiden Häusern gemeinsam wahrgenommen werden. Nach dem Aussterben der Groschlag 1799 fielen die beiden Orte an Hessen-Kassel und Hessen-Darmstadt somit als nunmehrige Lehnsherren zurück. 1807 kam das Amt Babenhausen (zu Hessen-Kassel gehörig) infolge der Napoleonischen Kriege mit dem Anteil an Sickenhofen und Hergershausen unter französische Verwaltung und folgend durch einen Staatsvertrag mit Frankreich 1810 an das Großherzogtum Hessen (Hessen-Darmstadt).

### Neuzeit

#### Verwaltungszugehörigkeit
Bis 1821 nahm das Amt Babenhausen Verwaltung und Rechtsprechung in Sickenhofen wahr. Mit der Verwaltungsreform im Großherzogtum Hessen in diesem Jahr wurden auch hier auf unterer Ebene Rechtsprechung und Verwaltung getrennt.
 Für die Verwaltung wurden Landratsbezirke geschaffen, die erstinstanzliche Rechtsprechung Landgerichten übertragen. Der Landratsbezirk Seligenstadt erhielt die Zuständigkeit für die Verwaltung unter anderem für das gleichzeitig aufgelöste Amt Babenhausen. So gehörte Sickenhofen 1821 bis 1832 zum Landratsbezirk Seligenstadt, 1832 bis 1848 zum Kreis Offenbach, 1848 bis 1852 zum Regierungsbezirk Dieburg und 1852 bis 1938 zum Kreis Dieburg, der 1939 in Landkreis Dieburg umbenannt wurde. Ab 1977 gehörte Harreshausen zum Landkreis Darmstadt-Dieburg, in den der Landkreis Dieburg im Zuge der Gebietsreform in Hessen aufging.
Im Zuge der Gebietsreform in Hessen wurde Sickenhofen zum 1. Januar 1977 kraft Landesgesetz in die Stadt Babenhausen eingemeindet. Für Sickenhofen wurde – wie für die Kernstadt Babenhausen und die übrigen Stadtteile – ein Ortsbezirk eingerichtet.

#### Gerichtliche Zugehörigkeit
Das Landgericht Steinheim übernahm im gleichen Bereich wie der Landratsbezirk Seligenstadt die zuvor durch das Amt wahrgenommenen Aufgaben der Rechtsprechung. Der Sitz des Gerichts wurde zum 1. Juli 1835 nach Seligenstadt verlegt und die Bezeichnung in „Landgericht Seligenstadt“ geändert. Mit dem Gerichtsverfassungsgesetz von 1877 wurden Organisation und Bezeichnungen der Gerichte reichsweit vereinheitlicht. Zum 1. Oktober 1879 hob das Großherzogtum Hessen deshalb die Landgerichte auf. Funktional ersetzt wurden sie durch Amtsgerichte. So ersetzte das Amtsgericht Seligenstadt das Landgericht Seligenstadt.

#### Historische Beschreibung
Die Statistisch-topographisch-historische Beschreibung des Großherzogthums Hessen berichtet 1829 über Sickenhofen:

„Sickenhofen (L. Bez. Seligenstadt) luth. Pfarrdorf; liegt an der Gersprenz 2 1⁄2 St. von Seligenstadt und 41⁄4 St. von Steinheim. Der Ort besteht aus 73 Häusern, und 446 Einw., die bis auf 2 Kath. und 71 Juden lutherisch sind. Eine Kirche ist im Bau begriffen; die alte Kirche rührte aus dem 14. Jahrhundert. In der Nähe am linken Ufer der Gersprenz, lag das Dorf Langenbrücken, das 1532 noch vorkommt. – Der Ort war rücksichtlich der Territorialcentbarkeit ein Zugehör der Burg Babenhausen, kam mit der Burg zwischen 1258 – 1278 an Hanau und von Hanau besassen die Herrn von Groschlag den Ort mit Vogteilichkeit als ein Lehen bis zum Jahr 1802. In diesem Jahr kam Sickenhofen mit Hergershausen gemeinschaftlich an die beiden Hess. Häuser. Frankreich nahm 1807 den Hessen–Casselschen Antheil in Besitz, verleibte ihn dem 1810 errichteten Großherzogthum Frankfurt ein, wurde indessen von dieser Regierung noch in demselben Jahre an das Großherzogthum Hessen abgetreten. Die Pfarrei kommt 1360 zuerst urkundlich vor, und die von Groschlage waren die Patronatsherrn, Vorher war der Ort ein Filial von Dieburg.“

### Verwaltungsgeschichte im Überblick
Die folgende Liste zeigt die Staaten und Verwaltungseinheiten, denen Sickenhofen angehört(e):
- vor 1546: Heiliges Römisches Reich, Landgrafschaft Hessen
- ab 1546: Heiliges Römisches Reich, Freiherr von Groschlag von und zu Dieburg
- ab 1802: Heiliges Römisches Reich, durch Kauf: (1⁄2: Landgrafschaft Hessen-Kassel, Grafschaft Hanau-Münzenberg, Amt Babenhausen; 1⁄2: Landgrafschaft Hessen-Darmstadt, Grafschaft Hanau-Lichtenberg)
- ab 1803: Heiliges Römisches Reich, Landgrafschaft Hessen-Kassel, Fürstentum Hanau, Amt Babenhausen[Anm. 2]
- ab 1806: Kaiserreich Frankreich,[Anm. 3] Fürstentum Hanau, Amt Babenhausen (Militärverwaltung; 1810 an das Großherzogtum Frankfurt)
- ab 1810: Großherzogtum Hessen,[Anm. 4] Fürstentum Starkenburg, Amt Babenhausen
- ab 1815: Großherzogtum Hessen, Provinz Starkenburg, Amt Babenhausen
- ab 1821: Großherzogtum Hessen, Provinz Starkenburg, Landratsbezirk Seligenstadt[Anm. 5]
- ab 1832: Großherzogtum Hessen, Provinz Starkenburg, Kreis Offenbach
- ab 1848: Großherzogtum Hessen, Regierungsbezirk Dieburg
- ab 1852: Großherzogtum Hessen, Provinz Starkenburg, Kreis Dieburg
- ab 1871: Deutsches Reich, Großherzogtum Hessen, Provinz Starkenburg, Kreis Dieburg
- ab 1918: Deutsches Reich, Volksstaat Hessen,[Anm. 6] Provinz Starkenburg, Kreis Dieburg
- ab 1938: Deutsches Reich, Volksstaat Hessen, Landkreis Dieburg[17][Anm. 7]
- ab 1945: Deutsches Reich, Amerikanische Besatzungszone,[Anm. 8] Groß-Hessen, Regierungsbezirk Darmstadt, Landkreis Dieburg
- ab 1946: Deutsches Reich, Amerikanische Besatzungszone, Hessen, Regierungsbezirk Darmstadt, Landkreis Dieburg
- ab 1949: Bundesrepublik Deutschland, Hessen, Regierungsbezirk Darmstadt, Landkreis Dieburg
- ab 1977: Bundesrepublik Deutschland, Hessen, Regierungsbezirk Darmstadt, Landkreis Darmstadt-Dieburg, Stadt Babenhausen

## Bevölkerung

### Einwohnerstruktur 2011
Nach den Erhebungen des Zensus 2011 lebten am Stichtag, dem 9. Mai 2011, in Sickenhofen 1482 Einwohner. Darunter waren 117 (7,9 %) Ausländer. Nach dem Lebensalter waren 309 Einwohner unter 18 Jahren, 672 waren zwischen 18 und 49, 273 zwischen 50 und 64 und 228 Einwohner waren älter. Die Einwohner lebten in 588 Haushalten. Davon waren 150 Singlehaushalte, 171 Paare ohne Kinder und 210 Paare mit Kindern, sowie 48 Alleinerziehende und 9 Wohngemeinschaften. 

### Einwohnerentwicklung
| • 1829: | 446 Einwohner, 73 Häuser |
| • 1867: | 491 Einwohner, 96 Häuser |

| Sickenhofen: Einwohnerzahlen von 1829 bis 2019 | Sickenhofen: Einwohnerzahlen von 1829 bis 2019 | Sickenhofen: Einwohnerzahlen von 1829 bis 2019 | Sickenhofen: Einwohnerzahlen von 1829 bis 2019 | Sickenhofen: Einwohnerzahlen von 1829 bis 2019 |
| --- | ---------------------------------------------- | ---------------------------------------------- | ---------------------------------------------- | ---------------------------------------------- |
| Jahr |                                                |                                                |                                                | Einwohner                                      |
| 1829 | 1829                                           |                                                | 446                                            | 446                                            |
| 1834 | 1834                                           |                                                | 469                                            | 469                                            |
| 1840 | 1840                                           |                                                | 441                                            | 441                                            |
| 1846 | 1846                                           |                                                | 538                                            | 538                                            |
| 1852 | 1852                                           |                                                | 556                                            | 556                                            |
| 1858 | 1858                                           |                                                | 523                                            | 523                                            |
| 1864 | 1864                                           |                                                | 490                                            | 490                                            |
| 1871 | 1871                                           |                                                | 499                                            | 499                                            |
| 1875 | 1875                                           |                                                | 528                                            | 528                                            |
| 1885 | 1885                                           |                                                | 524                                            | 524                                            |
| 1895 | 1895                                           |                                                | 471                                            | 471                                            |
| 1905 | 1905                                           |                                                | 448                                            | 448                                            |
| 1910 | 1910                                           |                                                | 485                                            | 485                                            |
| 1925 | 1925                                           |                                                | 517                                            | 517                                            |
| 1939 | 1939                                           |                                                | 527                                            | 527                                            |
| 1946 | 1946                                           |                                                | 705                                            | 705                                            |
| 1950 | 1950                                           |                                                | 768                                            | 768                                            |
| 1956 | 1956                                           |                                                | 719                                            | 719                                            |
| 1961 | 1961                                           |                                                | 748                                            | 748                                            |
| 1967 | 1967                                           |                                                | 909                                            | 909                                            |
| 1970 | 1970                                           |                                                | 967                                            | 967                                            |
| 1980 | 1980                                           |                                                | ?                                              | ?                                              |
| 1990 | 1990                                           |                                                | ?                                              | ?                                              |
| 2000 | 2000                                           |                                                | ?                                              | ?                                              |
| 2011 | 2011                                           |                                                | 1.482                                          | 1.482                                          |
| 2014 | 2014                                           |                                                | 1.388                                          | 1.388                                          |
| 2019 | 2019                                           |                                                | 1.443                                          | 1.443                                          |
| Datenquelle: Historisches Gemeindeverzeichnis für Hessen: Die Bevölkerung der Gemeinden 1834 bis 1967. Wiesbaden: Hessisches Statistisches Landesamt, 1968. Weitere Quellen: LAGIS; Stadt Babenhausen; Zensus 2011 |                                                |                                                |                                                |                                                |

### Wirtschaftsgeschichte

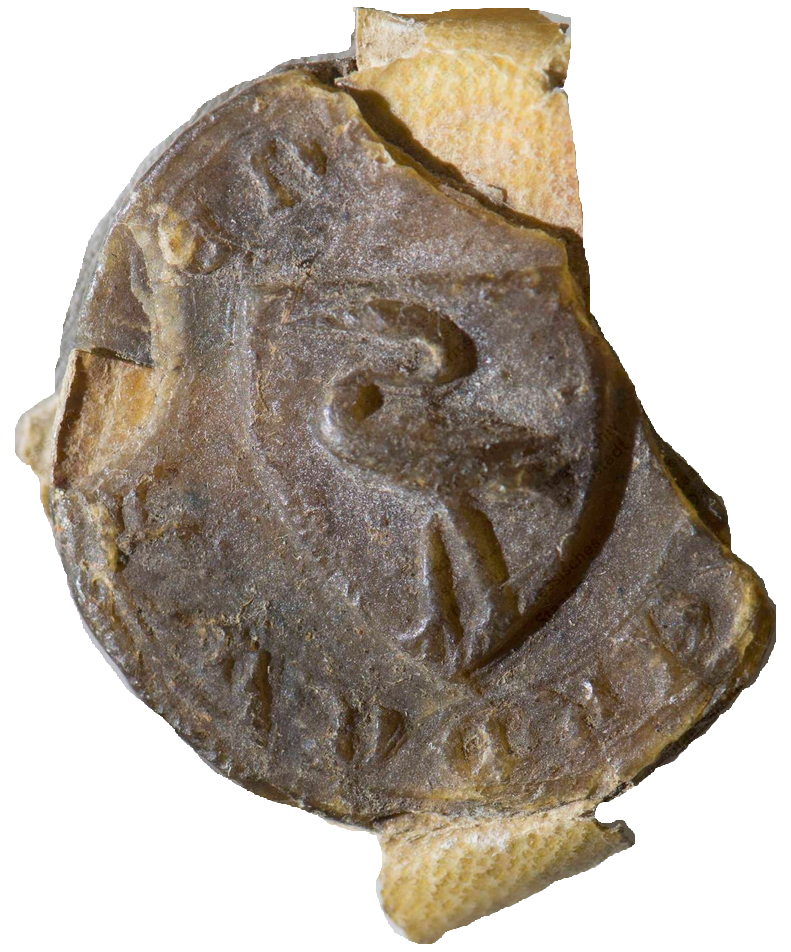
Siegelfragment mit dem Wappen derer von Wasen (1414)

Um 1350 gehörte die Mühle im Ort dem Niederadelsgeschlecht derer von Wasen. Sie bestand noch zu Beginn des 20. Jahrhunderts.

## Religion

### Historische Religionszugehörigkeit
| • 1829: | 373 lutheranische (= 83,63 %), 71 jüdische (= 15,92 %) und 2 katholische (= 0,45 %) Einwohner |
| • 1961: | 627 evangelische (= 83,82 %), 107 katholische (= 14,30 %) Einwohner                           |

### Christliche Kirche
Bis 1360 war die Ortskirche eine Filialkirche der Kirche in Dieburg. Seitdem besteht eine Pfarrei mit eigenem Pfarrer. Das Patrozinium lag bei den Aposteln Philipp, Jacobus und Simon Petrus und einem Heiligen Marcellinus. Das Kirchenpatronat lag bei den Herren und Grafen von Hanau und war als Bestandteil des Lehens an die Groschlag von Dieburg vergeben. Kirchliche Mittelbehörde war das Archidiakonat St. Peter und Alexander in Aschaffenburg, Landkapitel Montat.
In den 40er Jahren des 16. Jahrhunderts führte Graf Philipp IV. von Hanau-Lichtenberg in Sickenhofen die Reformation lutherischer Prägung ein. Die heutige evangelische Kirche wurde 1829–31 unter dem Landbaumeister Georg Lerch errichtet.

### Jüdische Gemeinde
Von etwa 1600 bis 1938 gab es im Ort eine jüdische Gemeinde mit eigener Synagoge und einem jüdischen Friedhof, auf dem sich heute noch 139 Grabsteine befinden.

## Politik
Für Sickenhofen besteht ein Ortsbezirk (Gebiete der ehemaligen Gemeinde Sickenhofen) mit Ortsbeirat und Ortsvorsteher nach der Hessischen Gemeindeordnung. Der Ortsbeirat besteht aus sieben Mitgliedern. Bei den Kommunalwahlen in Hessen 2021 betrug die Wahlbeteiligung zum Ortsbeirat 47,46 %. Dabei wurden gewählt: zwei Mitglieder der SPD, drei Mitglieder der CDU und zwei Mitglieder des Bündnis 90/Die Grünen. Der Ortsbeirat wählte Bettina Mathes (Grüne) zur Ortsvorsteherin.

## Kultur und Sehenswürdigkeiten

### Regelmäßige Veranstaltungen
- August: Kerb[24]

### Natur und Schutzgebiete
In der Gemarkung von Sickenhofen liegt ein Teil des Naturschutzgebietes „Brackenbruch bei Hergershausen“, ein Auenbereich mit Gewässern, Feuchtwiesen und naturnahen Waldflächen. Es ist eingebettet in die größeren Natura-2000-Gebiete „Untere Gersprenz“ (FFH-Gebiet 6019-303) und „Untere Gersprenzaue“ (EU-Vogelschutzgebiet 6119-401).

## Bauwerke

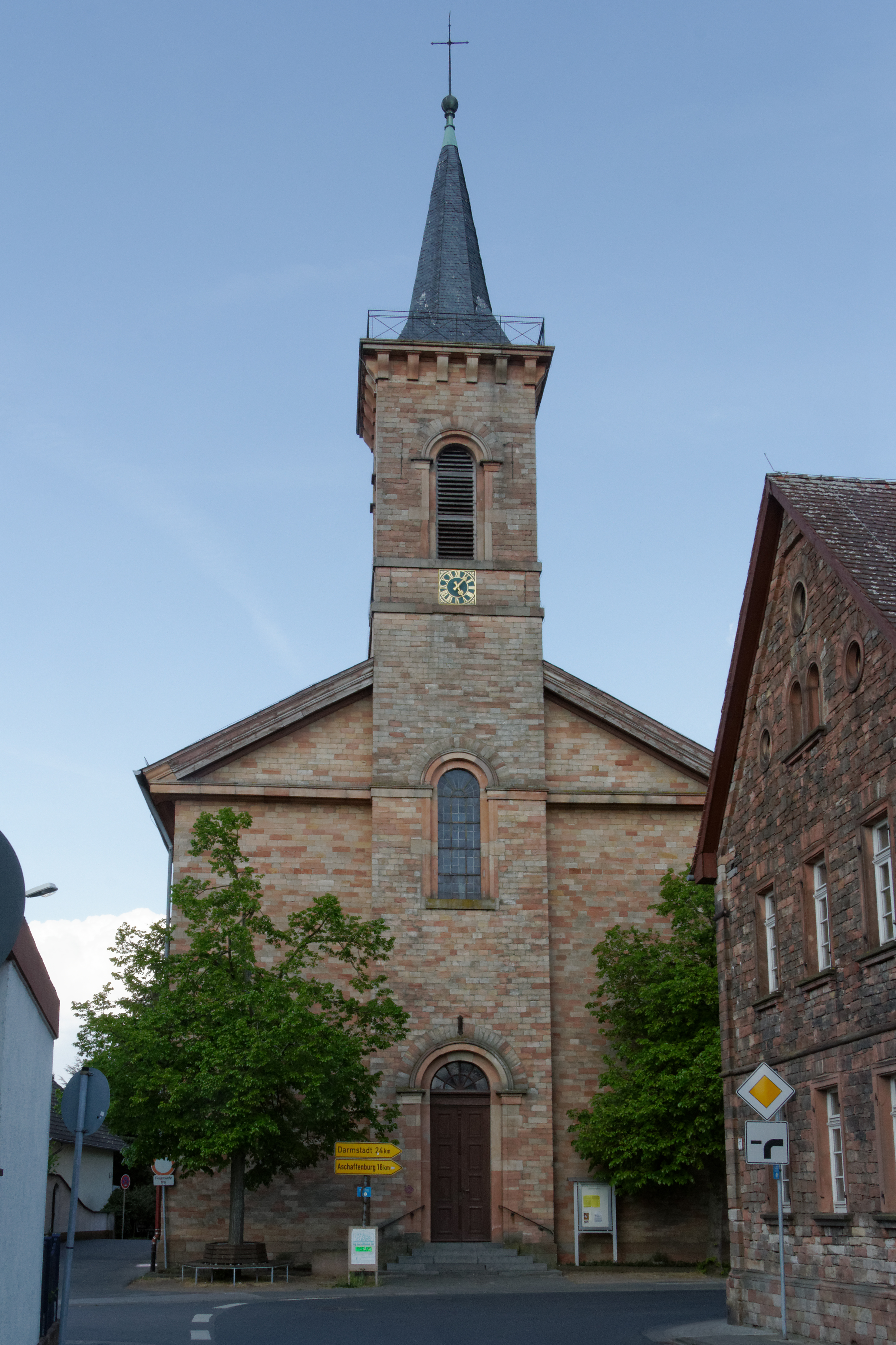
Evangelische Kirche (2014)
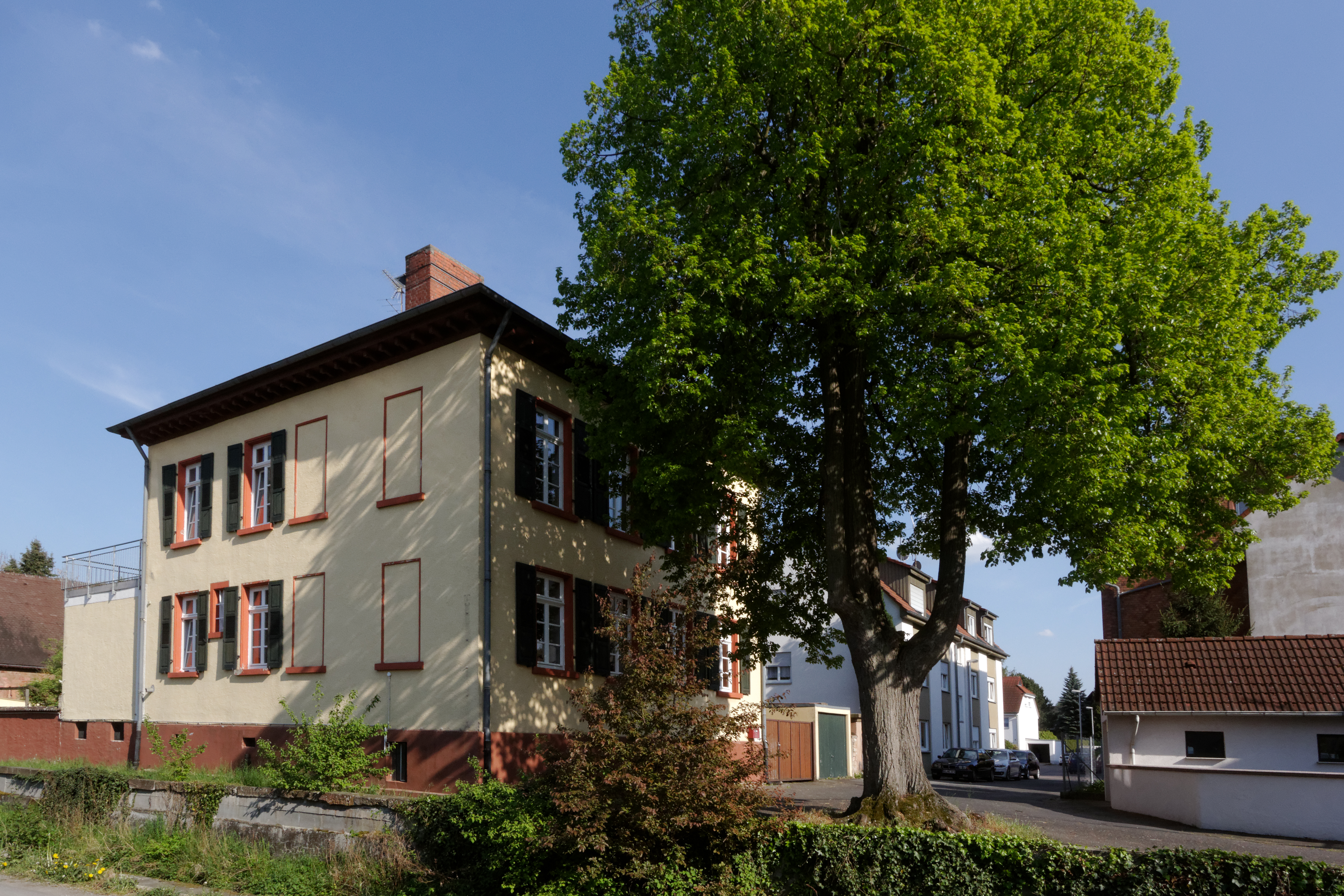
Evangelisches Pfarrhaus (2014)
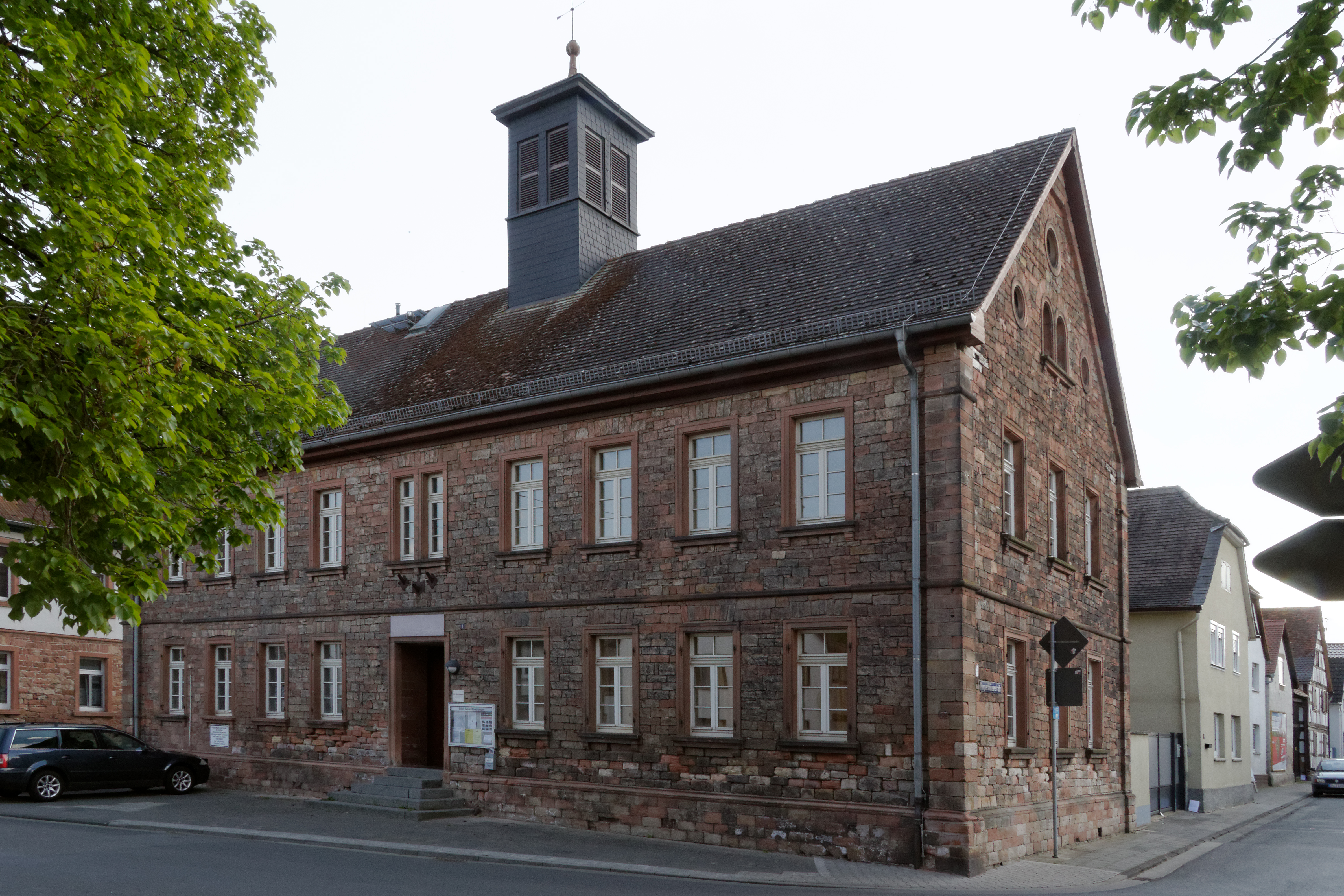
Ehemaliges Rathaus und Schule (2014)
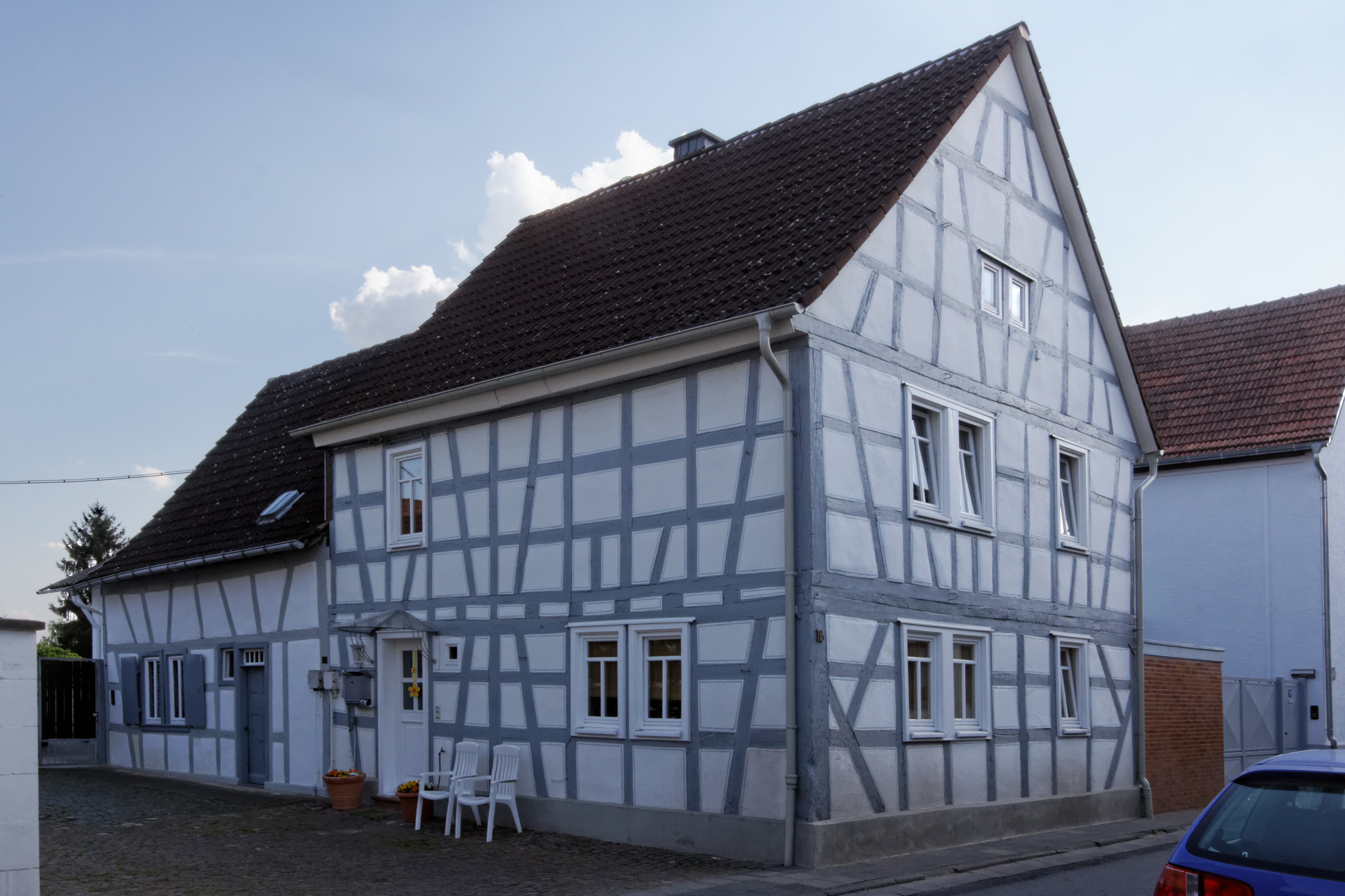
Fachwerkhaus (2014)